# Corinna cribrata
Corinna cribrata là một loài nhện trong họ Corinnidae.
Loài này thuộc chi Corinna. Corinna cribrata được Eugène Simon miêu tả năm 1886.